# Phaneroctena
Phaneroctena är ett släkte av fjärilar som beskrevs av Alfred Jefferis Turner 1923. Phaneroctena ingår i familjen fransmalar, Cosmopterigidae.

## Dottertaxa tillPhaneroctena, i alfabetisk ordning[1]
- Phaneroctena homopsara Turner, 1923
- Phaneroctena pentasticta Turner, 1923
- Phaneroctena spodopasta Turner, 1923